# Подгаевский, Святослав Юрьевич
Святосла́в Ю́рьевич Подгае́вский (род. 8 февраля 1983, Москва) — российский кинорежиссёр, сценарист, монтажёр и клипмейкер. Снял клипы таким группам и музыкантам, как Слот, Тараканы!, Louna, Т9, Найк Борзов, Stigmata и другим, а также рекламу для таких брендов, как Chronotec, Эльдорадо, Стойленская Нива, СУ155.

## Биография
Родился 8 февраля 1983 года в Москве. На первых курсах работал монтажёром на студии Горького. Работал режиссёром на телеканале НТВ. В 2003—2009 годах сотрудничал с Кинокомпанией HHG, где снял большую часть своих ранних короткометражных работ, а также клипы «Ода нашей любви» для группы Т9 и «АнгелОК» для группы «Слот». С 2009 снимал клипы и рекламу на студии STGCINEMA, являясь одним из её основателей.
В 2009 году снял короткометражку «Синдром кризиса», отобранную представителем России на международном фестивале «27+1», а в 2010 году короткометражка участвовала в официальной программе американского фестиваля триллеров в Гранд-Рэпидс, Мичиган.
В 2011 году снял свой первый полнометражный фильм «Владение 18», вышедший в 2014 году. Следующие картины Подгаевского «Пиковая Дама: Черный обряд», «Невеста», «Русалка. Озеро мертвых», стали первыми русскими прибыльными фильмами в жанре «хоррор». В российском кинопрокате сборы фильмов составили более 400 млн рублей. Международный бокс-офис «Невесты» составил 5,6$ млн., фильм был куплен Netflix для онлайн-дистрибуции в Латинской Америке, а также вошёл в тройку самых кассовых русских фильмов 2017 года. «Русалка. Озеро мертвых» был продан в 154 страны мира, а мировой бокс-офис составил 6,5$ млн.
В 2017 году в партнёрстве с Иваном Капитоновым основал собственную кинокомпанию QS Films, специализирующуюся на фильмах ужасов, триллерах и мистических драмах.
В 2019 году вместе с Иваном Капитоновым открыл курс «Мастерская хоррора» в школе кино и телевидения «Индустрия».

## Фильмография

### Короткометражки
- 2004 — «Джедай» — режиссёр, автор сценария
- 2004 — «Путешествие» — режиссёр, автор сценария
- 2005 — «Предатель» — режиссёр, автор сценария
- 2005 — «Близкие люди» — режиссёр, автор сценария
- 2005 — «Нечеловек» — режиссёр, автор сценария
- 2009 — «Синдром кризиса» — режиссёр, автор сценария

### Полнометражные фильмы
- 2014 — «Владение 18» — режиссёр, монтажёр
- 2015 — «Пиковая дама: Черный обряд» — режиссёр, автор сценария
- 2017 — «Невеста» — режиссёр, автор сценария
- 2018 — «Русалка. Озеро мёртвых» — режиссёр, автор сценария, продюсер
- 2020 — «Яга. Кошмар тёмного леса» — режиссёр, автор сценария, продюсер
- 2020 — «Вдова» — автор сценария, продюсер
- 2021 — «Приворот. Чёрное венчание» — режиссёр, автор сценария, продюсер
- 2021 — «Проклятие Пиковой дамы» — автор сценария
- 2021 — «Ледяной демон» — автор сценария, продюсер
- 2023 — «Голова-жестянка» — продюсер
- 2023 — «Страсти по Матвею» — продюсер
- 2024 — «Подростки. Первая любовь» — режиссёр, автор сценария, продюсер
- 2024 — «Затерянные» — продюсер
- 2024 — «Знакомство родителей» — автор сценария, продюсер

### Сериалы
- 2021 — «Пищеблок (первый сезон)» — режиссёр, продюсер
- 2022 — «Пансион» — режиссёр, автор сценария, продюсер[7]

## Критика
Фильмы Святослава Подгаевского получали самую разнообразную и противоречивую критику, что ярко видно на примере отзывов кинокритиков на фильм «Невеста». Евгений Ухов говорит про фильм «Невеста» так: "очень компетентная и хорошо продуманная работа в жанре готического хоррора несколько подпорчена отсутствием смелых решений, но с задачами увлечь и напугать «Невеста» справляется на «очень хорошо». И ставит фильму 8 баллов из 10 .
Наталия Григорьева, наоборот, считает фильм предсказуемым и неспособным напугать: «Фильм выглядит до смешного неоригинальным и предсказуемым. Каждый медленный поворот камеры, нагнетающий атмосферу, каждая монтажная склейка, служащая на благо саспенса, все это придумано так давно и использовано в стольких как хороших, так и второсортных ужастиках, что не способно не то что напугать, но даже удивить».
Максим Сухагузов из «Афиши» отмечает, что «Невеста» — «самый качественный в плане формы и технически ладный русский хоррор нового времени», но отмечает, что в фильме «Недостаточно проработанная природа происходящего, внезапные изменения правил поведения злого духа в угоду нужной для автора сцене, упущенные детали, сюжетные дыры». Михаил Трофименков также отмечает слабый сюжет и пишет, что «Очередная героическая попытка русского фильма ужасов заблудилась в трех соснах сюжета».